# Kuivastu
Kuivastu – wieś w Estonii, w prowincji Sarema, w gminie Muhu.

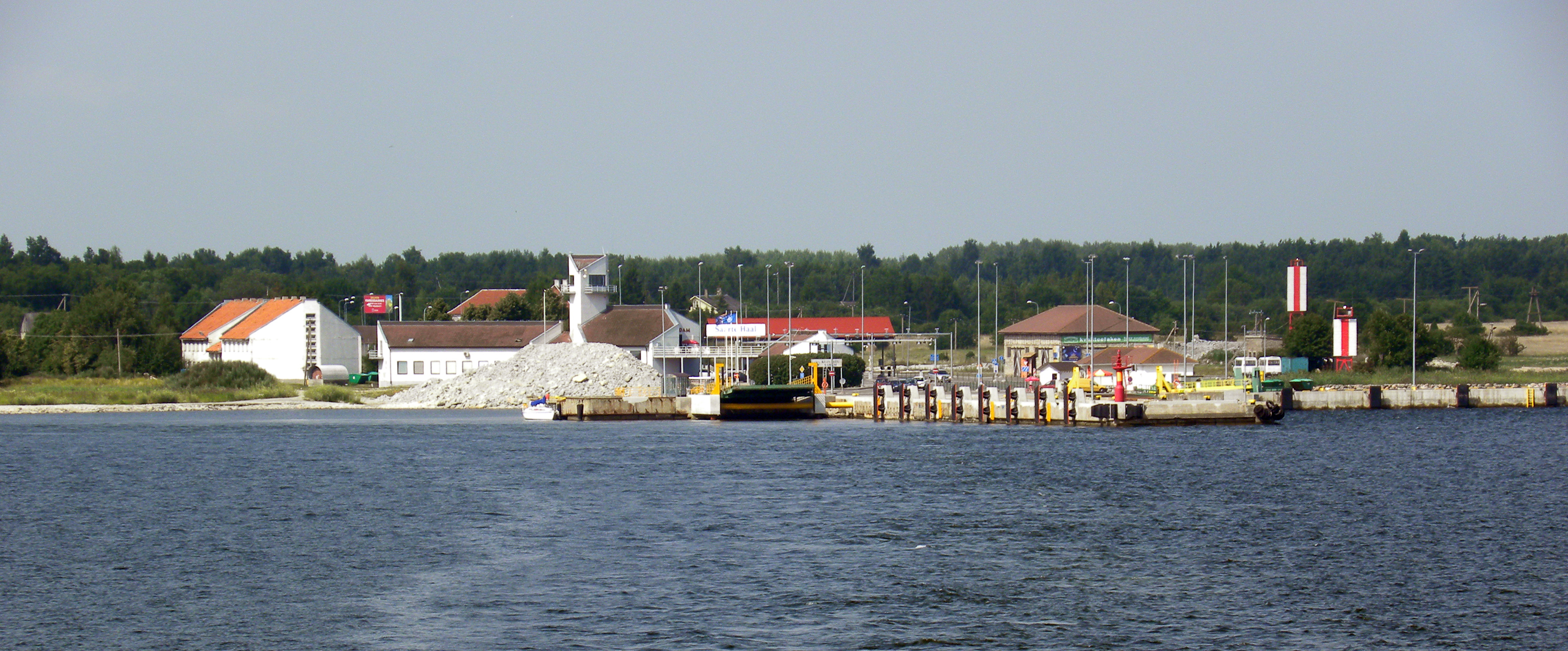
Kuivastu, Estonia